# ديف ستابلتون
ديف ستابلتون (بالإنجليزية: Dave Stapleton) هو لاعب كرة قاعدة أمريكي، ولد في 16 يناير 1954 في فيرهوب في الولايات المتحدة.

## وصلات خارجية
- ديف ستابلتون على موقع دوري كرة القاعدة الرئيسي (الإنجليزية)
- ديف ستابلتون على موقعبيزبول رفرنس.كوم (الدوري الرئيسي) (الإنجليزية)
- ديف ستابلتون على موقعبيزبول رفرنس.كوم (الدوري الثانوي) (الإنجليزية)
- ديف ستابلتون على موقع مشجعي الرسوم البيانية (الإنجليزية)